# AIM (спутник)
AIM, The Aeronomy of Ice in the Mesosphere — спутник НАСА, предназначенный для изучения мезосферы, в частности, серебристых облаков. Запуск на полярную орбиту был осуществлён 25 апреля 2007 года с помощью ракеты-носителя Pegasus XL.

## Инструменты
На спутнике установлены 3 научных инструмента

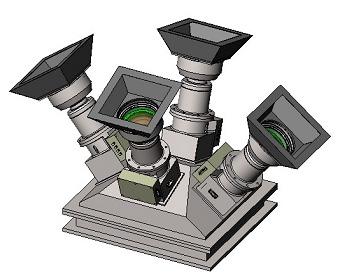
Схема расположения камер AIM

- CIPS (Cloud Imaging and Particle Size) — камера наблюдения за облаками и определения размеров частиц, предназначена для получения стереоизображения серебристых облаков и включает в себя 4 ультрафиолетовые камеры.
- SOFIE (Solar Occultation For Ice Experiment) — инструмент предназначен для определения размера частиц льда, температуры и химического состава газов.
- CDE (Cosmic Dust Experiment) — инструмент для определения интенсивности потока проникающей в атмосферу Земли космической пыли.